# Parlamentsvalet i Slovakien 2010
Parlamentsvalet i Slovakien 2010 ägde rum den 12 juni 2010. Valet stod mellan 18 partier, varav endast 6 partier klarade 5%-spärren och tilläts sitta i parlamentet. Även om den sittande premiärministern Robert Fico från partiet Riktning - Socialdemokrati nästan fick full majoritet kunde Iveta Radičová med partiet Slovakiska demokratiska och kristliga unionen – Demokratiska partiet bilda en koalitionsregering. 
Iveta Radičová blev således Slovakiens första kvinnliga premiärminister, men hennes regering föll efter en förtroendeomröstning i parlamentet i oktober 2011. Nästa parlamentsval som skulle hållas 2014 har blivit framflyttat till 2012.